# Maria Königin der Engel (Stambach)

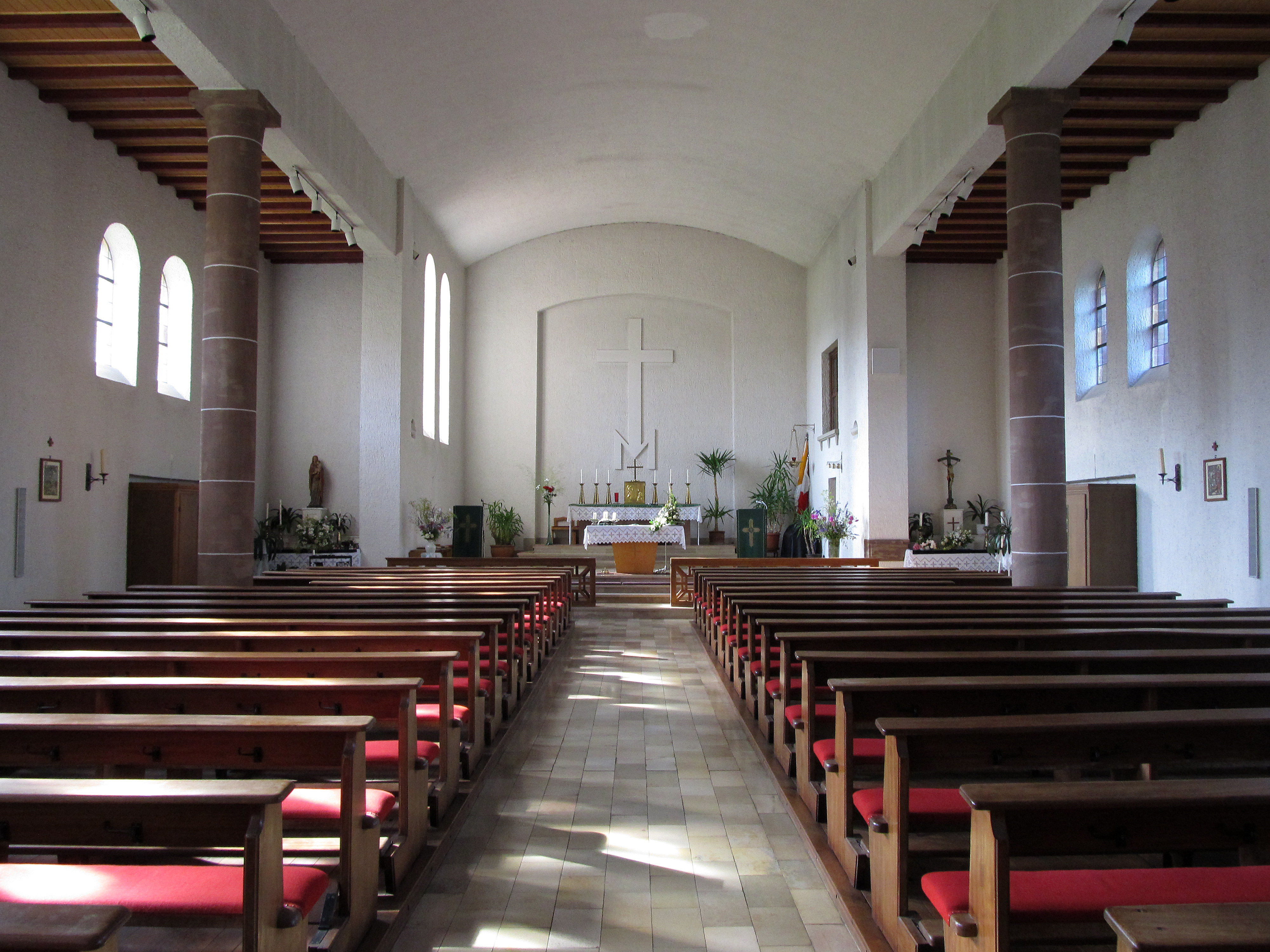
Blick ins Innere der Kirche

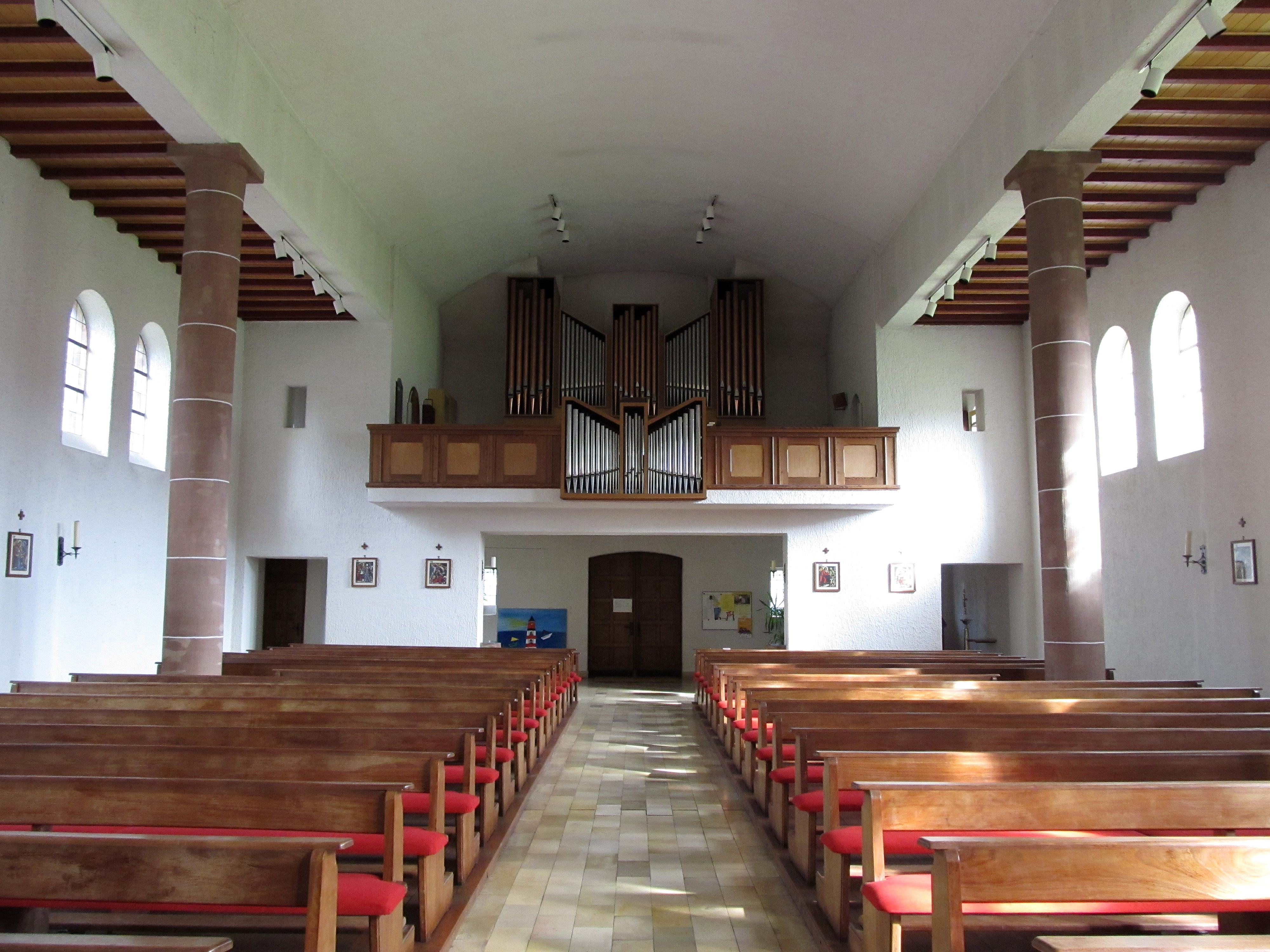
Blick zur Orgelempore

Die Kirche Maria Königin der Engel ist eine katholische Kirche in Stambach, einem Ortsteil von Contwig im Landkreis Südwestpfalz (Rheinland-Pfalz). Sie ist der Gottesmutter unter ihrem Titel (gekrönte) Königin geweiht. Die Kirche ist im Verzeichnis der Kulturdenkmäler des Kreises Südwestpfalz aufgeführt.

## Geschichte
Vor dem Bau der Kirche gab es für die katholischen Christen in Stambach kein eigenes Gotteshaus. Sie gehörten zur Pfarrei St. Laurentius in Contwig und mussten deshalb für den Gottesdienst den Weg in den Nachbarort auf sich nehmen.
Die Kirche, ein dreischiffiger Rotsandsteinbau, wurde im Zeitraum von 1949 bis 1952 nach Plänen des Architekten Albert Boßlet aus Würzburg errichtet, und ist dem romanischen Baustil nachempfunden. Das Baumaterial, für das Kirchengebäude wurde von zahlreichen Helfern in einem Stambacher Steinbruch unentgeltlich gebrochen und mit Pferde- und Kuhgespannen zum Bauplatz gebracht. Die meisten Steinmetzarbeiten, unter anderem auch die Dachsimse, führten Steinhauer aus Stambach aus. 1952 wurde die fertiggestellte Kirche vom damaligen Speyrer Bischof Joseph Wendel eingeweiht.
Gleichzeitig mit dem Kirchengebäude wurde auch ein Pfarrhaus errichtet, das über den Turm direkt mit der Kirche verbunden ist.

## Das Innere der Kirche
Im Inneren der Kirche dominiert die Farbe weiß und verleiht ihr somit Helligkeit. Den ersten Eindruck prägt der schlichte, aber schön geschmückte Altarraum. Das Schiff wird in der Mitte von vier großen Sandsteinsäulen getragen und bietet ca. 380 Personen Platz. Die Säulen untergliedern das Schiff in ein Mittelschiff mit leicht gewölbter, verputzter Decke und zwei Seitenschiffe mit flacher Decke, die mit Holz verkleidet ist. Der freundliche Eindruck des Innenraumes wird verstärkt durch die auf der Empore mit hölzerner Brüstung aufgestellte Orgel, die über 23 Register verfügt.

## Glocken
Das bis heute noch existierende zweistimmige Eisenhartgußgeläut, einer der recht wenig erhaltenen Glocken aus diesem Metall in der Pfalz, war nach dem Glockenguss 1921 zunächst für die katholische Kirche St. Peter im westpfälzischen Horbach bestimmt. Später im Jahr 1955 gelangten die beiden verkauften Glocken als Dauerleihgabe zu der katholischen Gemeinde in Stambach.
| Nr. | Ton | Gussjahr | Gießer, Gussort        | Durchmesser (cm) |
| 1   | a1  | 1921     | Ulrich & Weule, Apolda | 113,5            |
| 2   | c2  | 1921     | Ulrich & Weule, Apolda | 93               |